# Donje Zdjelice
Donje Zdjelice falu Horvátországban Kapronca-Kőrös megyében. Közigazgatásilag Prodavízhez tartozik.

## Fekvése
Kaproncától 17 km-re délkeletre, községközpontjától 8 km-re délnyugatra a Bilo-hegység völgyében a Zdelja-patak partján fekszik.

## Története
A 12. században a templomosoknak és a johannitáknak volt itt birtoka. Első írásos említése 1201-ben még "Zdelia" alakban történt. 1270-ben "Zdela", 1412-ben "Zdelya" néven említik. Nevét arról a patakról kapta amely mellett fekszik. A mai névalak csak a 18. század végén bukkan fel 1781-ben "Szdelicza" formában.
A falunak 1857-ben 136, 1910-ben 229 lakosa volt. Trianonig Belovár-Kőrös vármegye Belovári járásához tartozott. Önkéntes tűzoltóegyletét 1990-ben alapították. 2001-ben 97 lakosa volt.

## Külső hivatkozások
Prodavíz község hivatalos oldala